# Don't Cry for Me Argentina
"Don't Cry for Me Argentina" är en sång från 1976 med musik skriven av Andrew Lloyd Webber och text av Tim Rice. I musikalen Evita från 1978 sjungs den av den som spelar Evita Perón från balkongen vid Casa Rosada, och sången kallades först "It’s Only Your Lover Returning" innan Tim Rice ändrade texten. Sången har samma melodi som Oh What a Circus från samma musikal. 

## Tidiga versioner
Redan 1976 spelade Julie Covington (en) in den för studiolansering. I februari 1977 toppade singeln med hennes inspelning den brittiska singellistan. Eftersom hon inte var med i musikalen sjöngs den där av Elaine Paige, medan Patti LuPone sjöng den då musikalen spelades i USA. Under Falklandskriget 1982 mellan Argentina och Storbritannien spelades låten ibland sarkastiskt av brittiska regementsband då brittiska styrkor for till Falklandsöarna. Vid denna tid hade låten spelförbud hos BBC.

## Andra inspelningar
Madonna spelade in sången till filmen Evita 1996, till filmens soundtrack, då hon spelade Evita Perón i filmen.
"Don't Cry for Me Argentina" har också spelats in av många andra artister. Olivia Newton-John spelade in den 1977 för hennes album Making a Good Thing Better, och släppte den också som B-sida vid återlanseringen av singeln "I Honestly Love You". 
The Carpenters spelade in sången för sitt album Passage 1977, med ett intro kallat "On the Balcony of the Casa Rosada", eller "On the Balcony of the Pink House". Denna inspelning är 8:13 minuter lång. Britta Johansson ("Tanja") spelade 1978 in en svenskspråkig version med titeln "Gråt inte mer, Argentina", som hon släppte på singel på Mariann Records det året , vilken låg på Svensktoppen i tio veckor 1978-1979 .
Även inspelningar av låten på svenska av Inger Lise Rypdal  och Lena Eriksson , och låg på Svensktoppen under 1979. 

### Fotnoter
1. ↑  Information i Svensk mediedatabas.
2. ↑  Svensktoppen - 1978
3. ↑  Svensktoppen - 1979
4. ↑  ”Svensk mediedatabas”. http://smdb.kb.se/catalog/id/001467054. Läst 30 maj 2011.
5. ↑  ”Svensk mediedatabas”. http://smdb.kb.se/catalog/id/001882287. Läst 30 maj 2011.
6. ↑  ”Svensktoppen”. 26 februari 1979. http://sverigesradio.se/diverse/appdata/isidor/files/2023/3477.txt. Läst 30 maj 2011.